# Royal Football Club de Meux
Maillots
Actualités
Dernière mise à jour : 6 août 2018.
Le Royal Football Club Meux est un club de football belge basé à Meux (commune de La Bruyère). Le club évolue en Division 2 Amateur lors de la saison 2018-2019. C'est sa 14e saison disputée dans les séries nationales, toutes au quatrième niveau national.

## Histoire
Le Football Club Meux est fondé peu après la fin de la Seconde Guerre mondiale et s'affilie à l'Union Belge. Il reçoit à cette occasion le matricule 4454 et est versé au plus bas niveau régional. Le premier fait d'armes du club est une victoire en « Coupe de la Province de Namur » en 1966. Le club joue dans les séries provinciales durant un demi-siècle. En 1997, il remporte le titre en première provinciale et est promu pour la première fois de son Histoire en Promotion, le quatrième et dernier niveau national.
La première saison, le Royal Football Club Meux termine à la huitième place finale. La suivante, le club se classe avant-dernier, position synonyme de relégation en provinciales. Il remonte en nationales un an plus tard mais ne s'y maintient à nouveau que deux saisons. Sauvé de peu en 2001, il finit quinzième de sa série la saison suivante. Le club revient en Promotion en 2004. La saison est difficile et il termine en position de barragiste. Battu lors des barrages entre « promotionnaires », il dispute ensuite le tour final interprovincial pour tenter d'assurer son maintien. Également battu, il est relégué en première provinciale.
En 2007, le RFC Meux remporte le tour final de la province de Namur. Il dispute ensuite et remporte le tour final interprovincial, ce qui lui permet de monter une nouvelle fois en Promotion. Il ne parvient pas à se maintenir plus d'une saison, terminant dernier dans sa série. L'année suivante, il prend à nouveau part au tour final interprovincial mais est battu par l'Overpeltse VV et manque un retour dans les divisions nationales. Celui-ci intervient en 2011 à la faveur d'un nouveau titre de champion provincial. Pour sa cinquième montée en Promotion, le club meutois assure rapidement son maintien et termine à la neuvième place. La saison 2012-2013 démarre encore mieux pour le club, qui lutte pendant quelques semaines pour le tour final puis recule dans le classement et termine finalement dixième, à l'abri de la zone dangereuse.
Les résultats du club vont en s'améliorant et après avoir échoué deux saisons consécutives à la cinquième place, les joueurs décrochent le titre dans leur série en 2016, le premier au niveau national dans l'histoire du club. Grâce à cela, l'équipe peut se maintenir au quatrième niveau national, qui prend le nom de Division 2 Amateur à partir de la saison prochaine.

## Résultats dans les divisions nationales
Statistiques mises à jour le 8 décembre 2024 (terme de la saison 2023-2024)

### Bilan
| Niv | Divisions     | Jouées | Titres | TM Up | TM Down |
| --- | ------------- | ------ | ------ | ----- | ------- |
| I   | 1re nationale | 0      | 0      |       |         |
| II  | 2e nationale  | 0      | 0      |       |         |
| III | 3e nationale  | 0      | 0      |       |         |
| IV  | 4e nationale  | 19     | 1      |       | 1       |
| V   | 5e nationale  | 0      | 0      |       |         |
|     |               |        |        |       |         |
|     | TOTAUX        | 19     | 1      | 0     | 1       |

- TM Up : test-match pour départager des égalités, ou toutes formes de Barrages ou de Tour final pour une montée éventuelle.
- TM Down : test-match pour départager des égalités, ou toutes formes de Barrages ou de Tour final pour le maintien.

### Classements
| Ordre               | Saison  | Nom du club | Niveau                  | Classement final | Remarques                            |
| ------------------- | ------- | ----------- | ----------------------- | ---------------- | ------------------------------------ |
| 1                   | 1997-98 | R. FC Meux  | Promotion série D       | 8e/16            |                                      |
| 2                   | 1998-99 | R. FC Meux  | Promotion série D       | 15e/16           | Relégué!                             |
| séries provinciales |         |             |                         |                  |                                      |
| 3                   | 2000-01 | R. FC Meux  | Promotion série D       | 12e/16           |                                      |
| 4                   | 2001-02 | R. FC Meux  | Promotion série D       | 15e/16           | Relégué!                             |
| séries provinciales |         |             |                         |                  |                                      |
| 5                   | 2004-05 | R. FC Meux  | Promotion série D       | 12e/16           | Relégué après barrages!              |
| séries provinciales |         |             |                         |                  |                                      |
| 6                   | 2007-08 | R. FC Meux  | Promotion série D       | 16e/16           | Relégué!                             |
| séries provinciales |         |             |                         |                  |                                      |
| 7                   | 2011-12 | R. FC Meux  | Promotion série D       | 9e/16            |                                      |
| 8                   | 2012-13 | R. FC Meux  | Promotion série D       | 10e/16           |                                      |
| 9                   | 2013-14 | R. FC Meux  | Promotion série D       | 5e/16            |                                      |
| 10                  | 2014-15 | R. FC Meux  | Promotion série D       | 5e/16            |                                      |
| 11                  | 2015-16 | R. FC Meux  | Promotion série D       | 1er/16           | Champion!                            |
| 12                  | 2016-17 | R. FC Meux  | Division 2 Amateur ACFF | 12e/16           |                                      |
| 13                  | 2017-18 | R. FC Meux  | Division 2 Amateur ACFF | 11e/16           |                                      |
| 14                  | 2018-19 | R. FC Meux  | Division 2 Amateur ACFF | 9e/16            |                                      |
| 15                  | 2019-20 | R. FC Meux  | Division 2 Amateur ACFF | 3e/16            |                                      |
| 16                  | 2020-21 | R. FC Meux  | Nationale 2 ACFF        | N/A              | saison annulée en raison du Covid-19 |
| 17                  | 2021-22 | R. FC Meux  | Nationale 2 ACFF        | 2e/16            |                                      |
| 18                  | 2022-23 | R. FC Meux  | Nationale 2 ACFF        | 5e/18            |                                      |
| 19                  | 2023-24 | R. FC Meux  | Nationale 2 ACFF        | 6e/18            |                                      |
| 20                  | 2024-25 | R. FC Meux  | Nationale 2 ACFF        | .../18           |                                      |